# Autenbach (Aschaff)
Der Autenbach ist der knapp vier Kilometer lange rechte Quellbach der Aschaff im Landkreis Aschaffenburg im bayerischen Spessart.
Manche bezeichnen den Autenbach nicht als einen Quellbach der Aschaff, sondern nur als einen Nebenbach.

## Geographie

### Verlauf

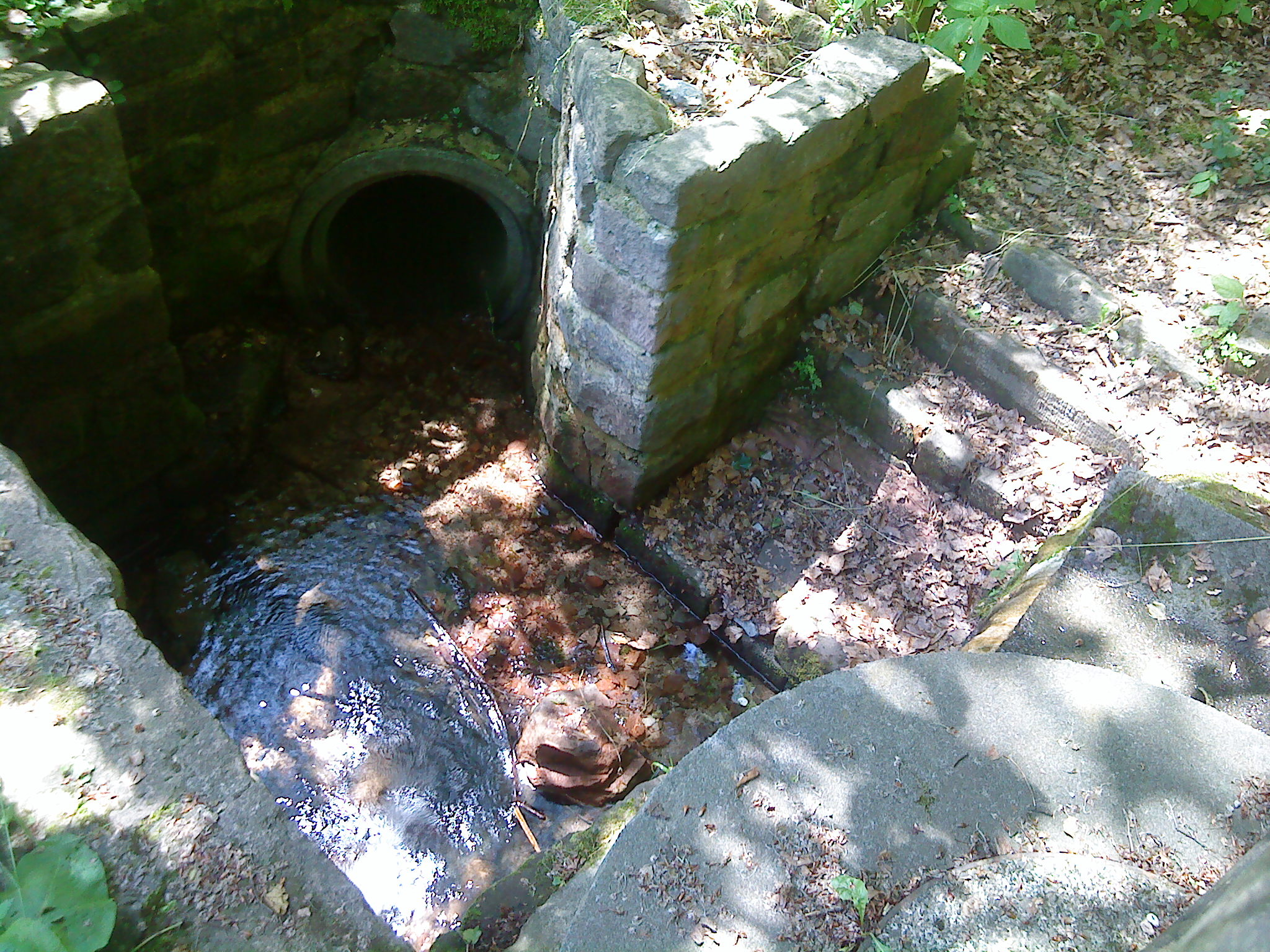
Der Autenborn zwischen Waldaschaff und Rothenbuch

Der Autenbach entspringt im Autenborn, einer größeren Quelle an der Straße zwischen Waldaschaff und Rothenbuch, am Fuße des Bergrückens der Eselshöhe, im Waldaschaffer Forst. Die Quelle befindet sich auf dem gleichnamigen Zeltplatz Autenborn. Weiter unten im Tal passiert der Autenbach einen Triftdamm. Danach speist er einige Weiher, die zur Fischzucht der Spessartforelle angelegt wurden. In Waldaschaff fließt ihm der Mittelbach zu und der Autenbach vereinigt sich mit der Kleinaschaff zur Aschaff.

### Zuflüsse
- Mittelbach[3] (links)

### Flusssystem Aschaff
- Fließgewässer im Flusssystem Aschaff

## Holztrift

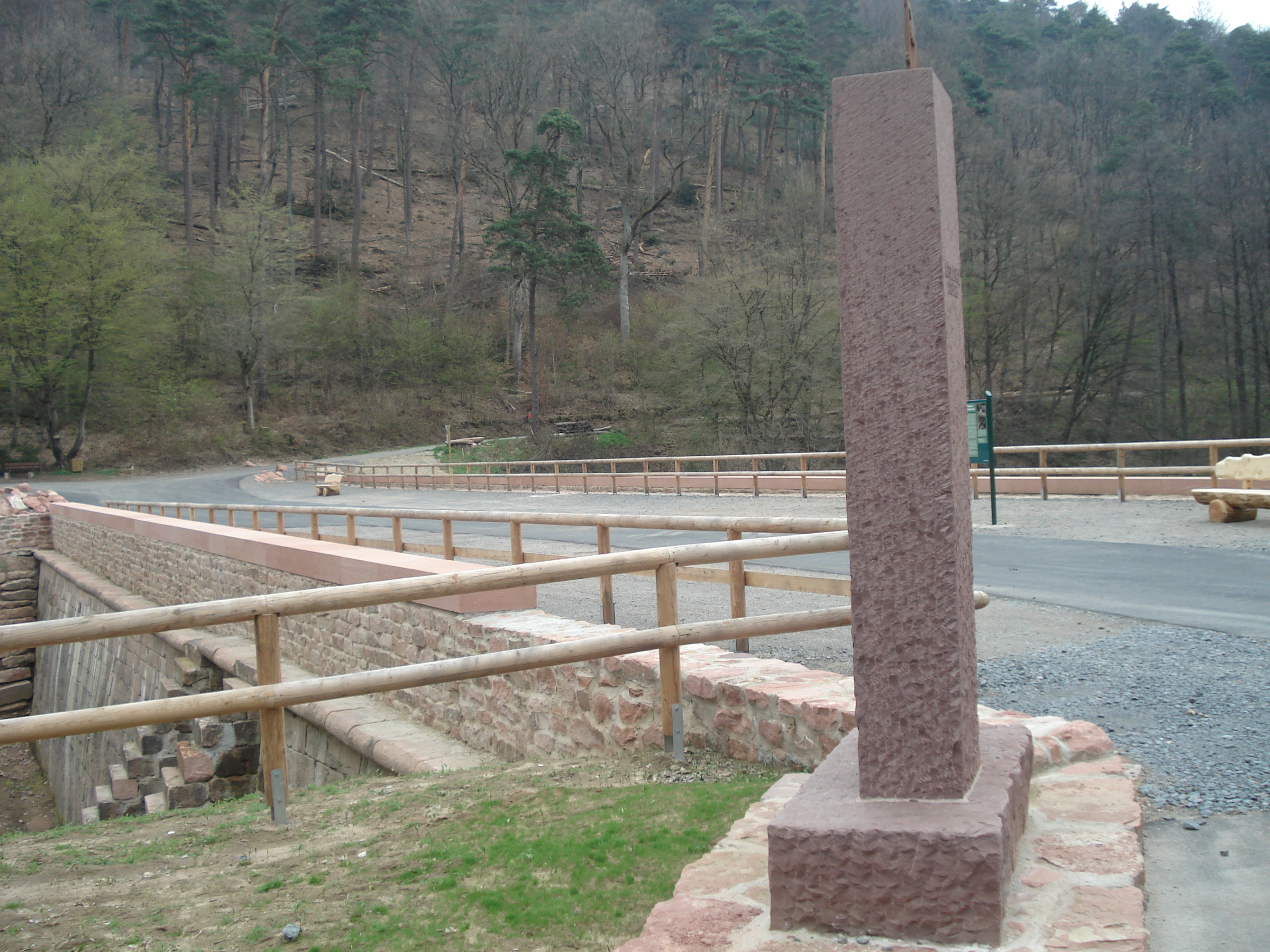
Der Triftdamm am Autenbach

Der Autenbach wurde bis Anfang des 18. Jahrhunderts zum Triftbetrieb genutzt. Unter dem Begriff Holztrift versteht man das Flößen oder Transportieren von kurzen Brennholzstücken mit Hilfe des Wassers der Bäche und Flüsse. Der Triftmeister im Seehaus staute gegen Ende des Winters das Wasser im Triftweiher an. Dann wurden die Holzstücke, welche vor allem für die Versorgung von Aschaffenburg benötigt wurden, in den Autenbach geworfen und der Ablass am Damm geöffnet. Der Flößer musste dafür sorgen, dass die Holzscheite zügig zum Holzhof am Unterlauf der Aschaff schwammen. Als einer der wenigen Zeugnisse dieser Tradition und einzig verbliebene Anlage im Einzugsgebiet der Aschaff besteht heute noch der Triftdamm am Autenbach oberhalb von Waldaschaff. Dieser wurde 2011 saniert. Die beachtliche Staumauer aus behauenen Sandsteinquadern steht seit 1987 unter Denkmalschutz.